# Moskovia Airlines

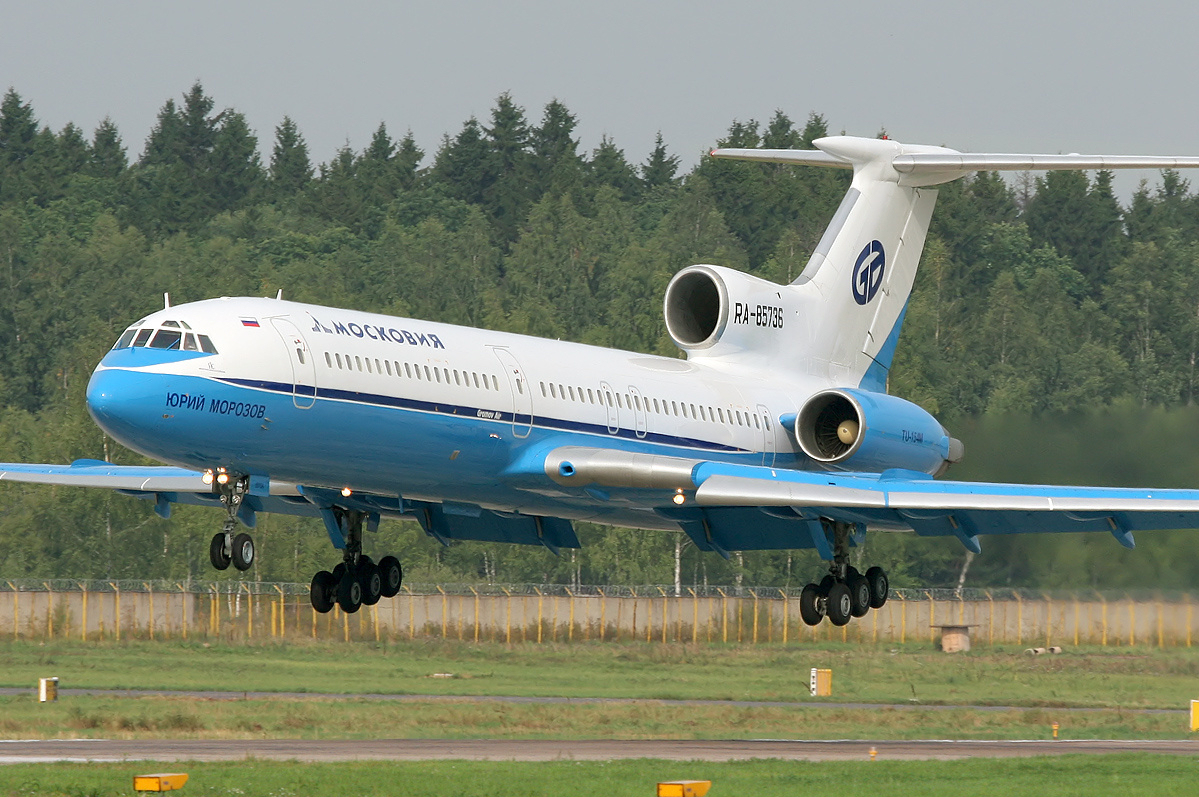
Tupolev Tu-154M nella livrea storica della Moskovia Airlines in arrivo all'aeroporto di Mosca-Domodedovo

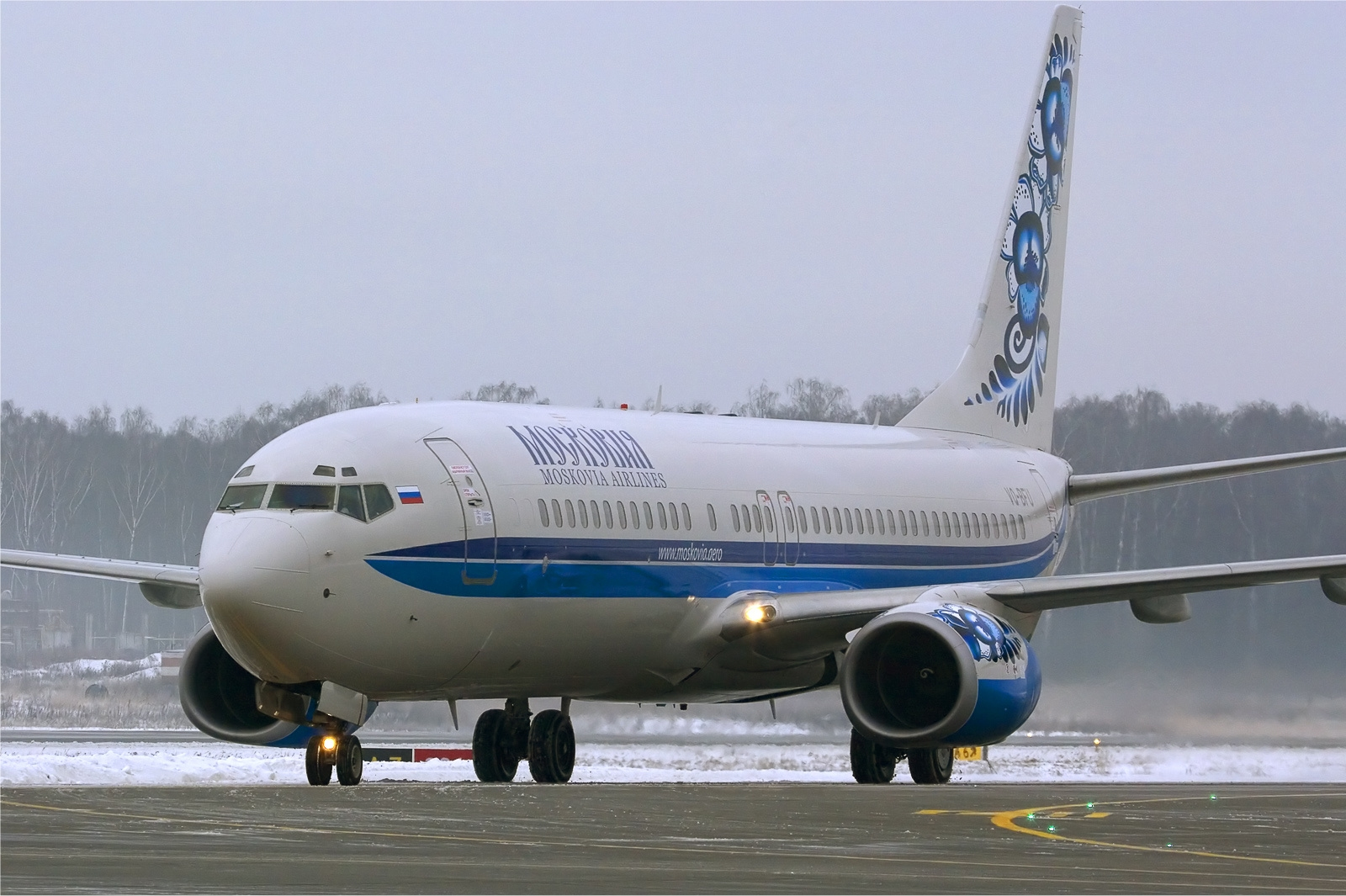
Boeing 737-800 nella livrea Moskovia Airlines.

Moskovia Airlines (in russo: Авиакомпания «Московия»), conosciuta fino al 2006 come Gromov Air, era una compagnia aerea russa con basata presso l'Aeroporto di Mosca-Žukovskij, nell'Oblast' di Mosca, in Russia.

## Strategia
La maggior parte dei voli di linea della compagnia aerea erano effettuati nella parte asiatica della Russia e in Europa con i voli charter stagionali.
I voli cargo della compagnia aerea erano effettuati con il brand di Gromov Air con gli aerei Antonov An-12, Antonov An-30, Ilyushin Il-76.
Nel 2009 la compagnia aerea ha trasportato 235 800 passeggeri, il 28,9% in più rispetto al 2008. Nel 2010 la Moskovia Airlines prevede l'aumento di numero dei passeggeri con l'entrata in servizio degli aerei Boeing 737-700/-800.
Il 5 dicembre 2014 la licenza di trasporto aereo della Moskovia Airlines venne revocata per l'impossibilità di pagare il personale ed i suoi creditori e successivamente venne avviata la procedura della bancarotta.

## Composizione societaria
- Gromov Flight Research Institute - 49% delle azioni;
- Rosoboronexport - 51% delle azioni.[4]

## Flotta passeggeri storica
Corto raggio
- Antonov An-24
- Sukhoi Superjet 100-95[5]
- Tupolev Tu-134A/A-3M

Medio raggio
- Boeing 737-400
- Boeing 737-700NG
- Boeing 737-800NG
- Tupolev Tu-154B-2/M/M-LL

## Flotta cargo storica
- Antonov An-12BP/BK
- Antonov An-30
- Ilyushin Il-76

La Moskovia Airlines pianificava l'ampliamento della flotta con gli aerei Antonov An-148,  Boeing 737-400F, Sukhoi Superjet 100, Tupolev Tu-204, Tupolev Tu-204Cargo.

## Incidenti
Il 26 maggio 2008 alle 18:02 (ora di Mosca) un Antonov An-12B prodotto nel 1968 operato dalla Gromov Air (la divisione cargo della Moskovia Airlines) si schiantò a terra a circa 9 km dopo il decollo dall'aeroporto di Čeljabinsk-Balandino verso l'aeroporto di Perm' nel Territorio di Perm' in Russia europea. Nove persone a bordo del velivolo sono stati trovati morti nell'abitacolo dell'aereo subito dopo l'incidente. Il pilota ha chiesto l'atterraggio d'emergenza dopo il decollo in seguito all'incendio nell'abitacolo dell'aereo, i testimoni oculari del disastro hanno comunicato che hanno visto come l'aereo si schiantò a terra in seguito al contatto con le linee ad alta tensione nei pressi dell'Aeroporto di Čeljabinsk.
Il 26 marzo 2009 un Antonov An-12BK (RA-12194) operato dalla Moskovia Airlines ha effettuato un atterraggio d'emergenza all'aeroporto di Kazan'. L'aereo effettuava un volo cargo dall'aeroporto di Perm' negli Urali per l'aeroporto di Rostov sul Don. La Protezione Civile del Tatarstan dove atterrò l'aereo comunicò che la causa dell'incidente era la mancata chiusura di uno dei carerlli del velivolo dopo il decollo. L'aereo trasportava 8,6 t di merce con 6 membri d'equipaggio a bordo.